# Calanthe sanderiana
Calanthe sylvatica là một loài thực vật có hoa trong họ Lan. Loài này được B.S.Williams mô tả khoa học đầu tiên năm 1887.

## Hình ảnh

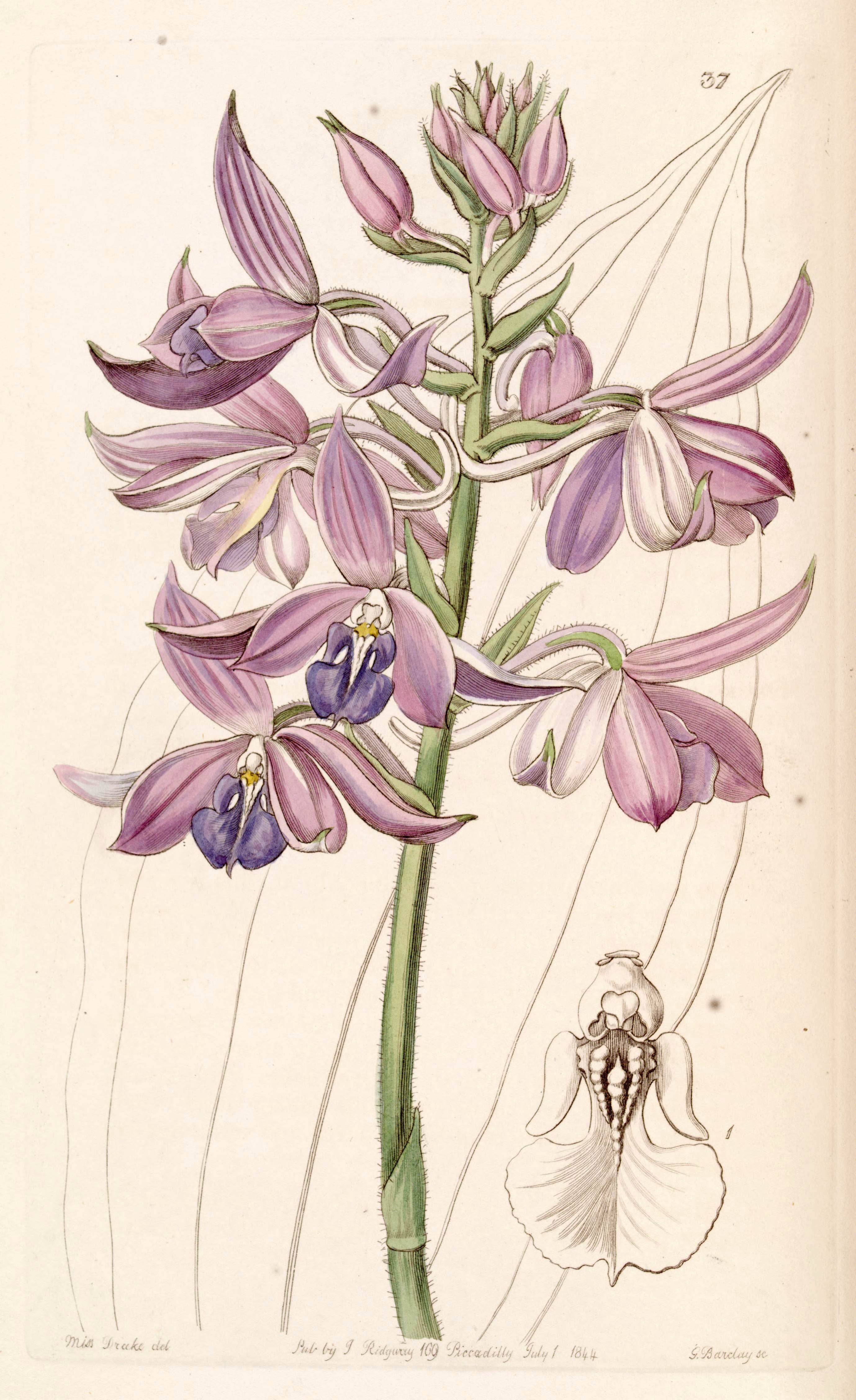
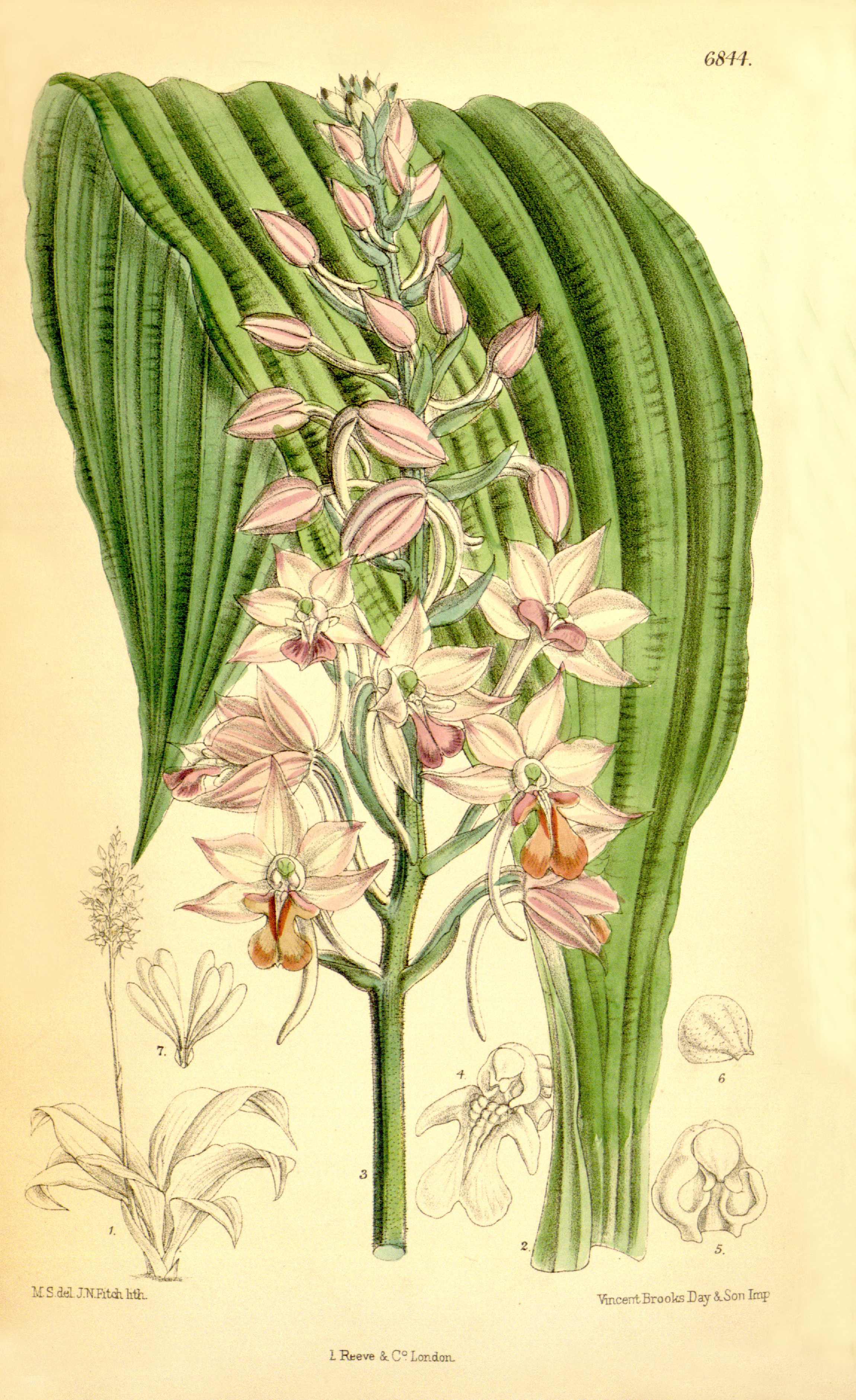
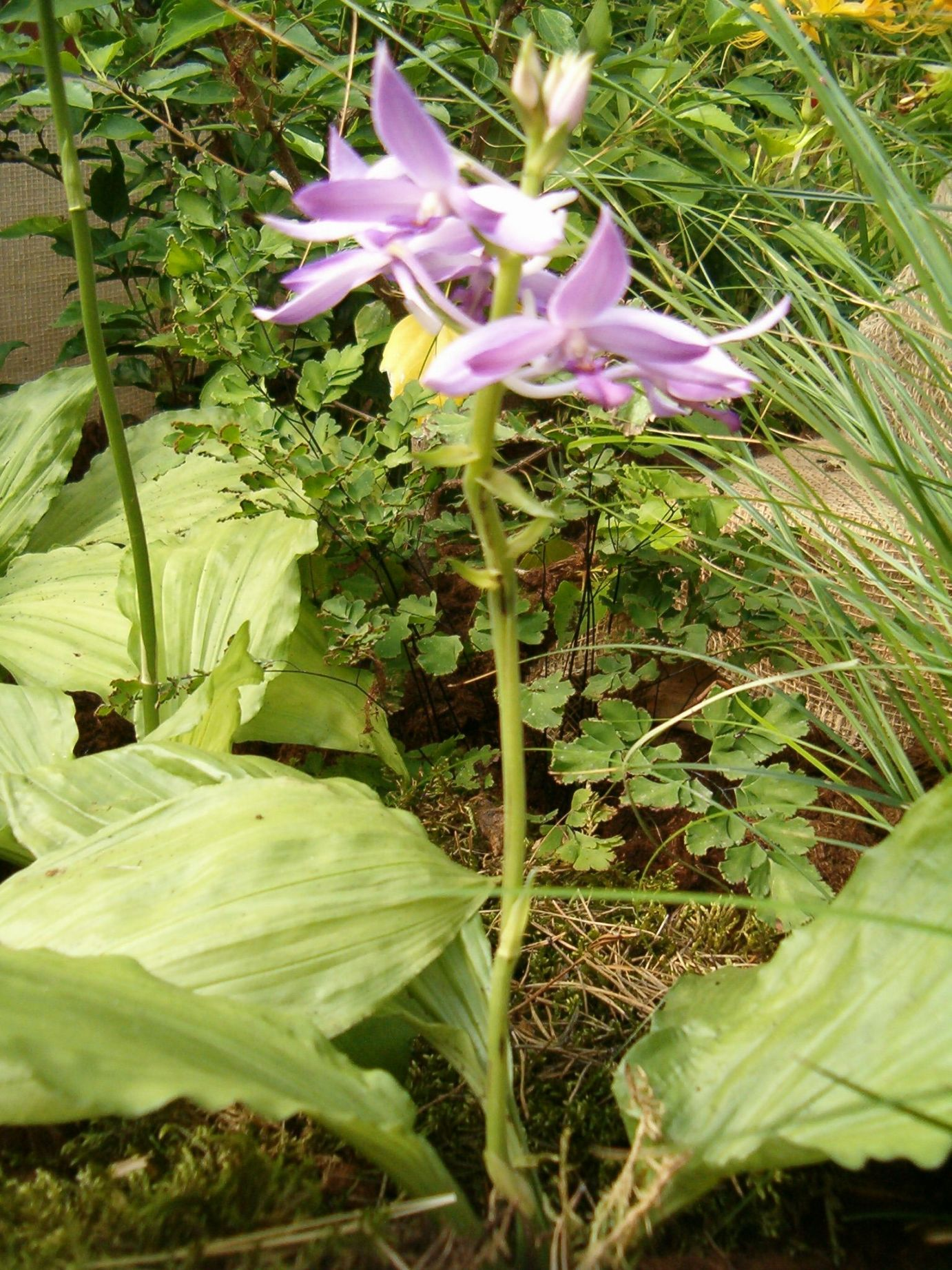
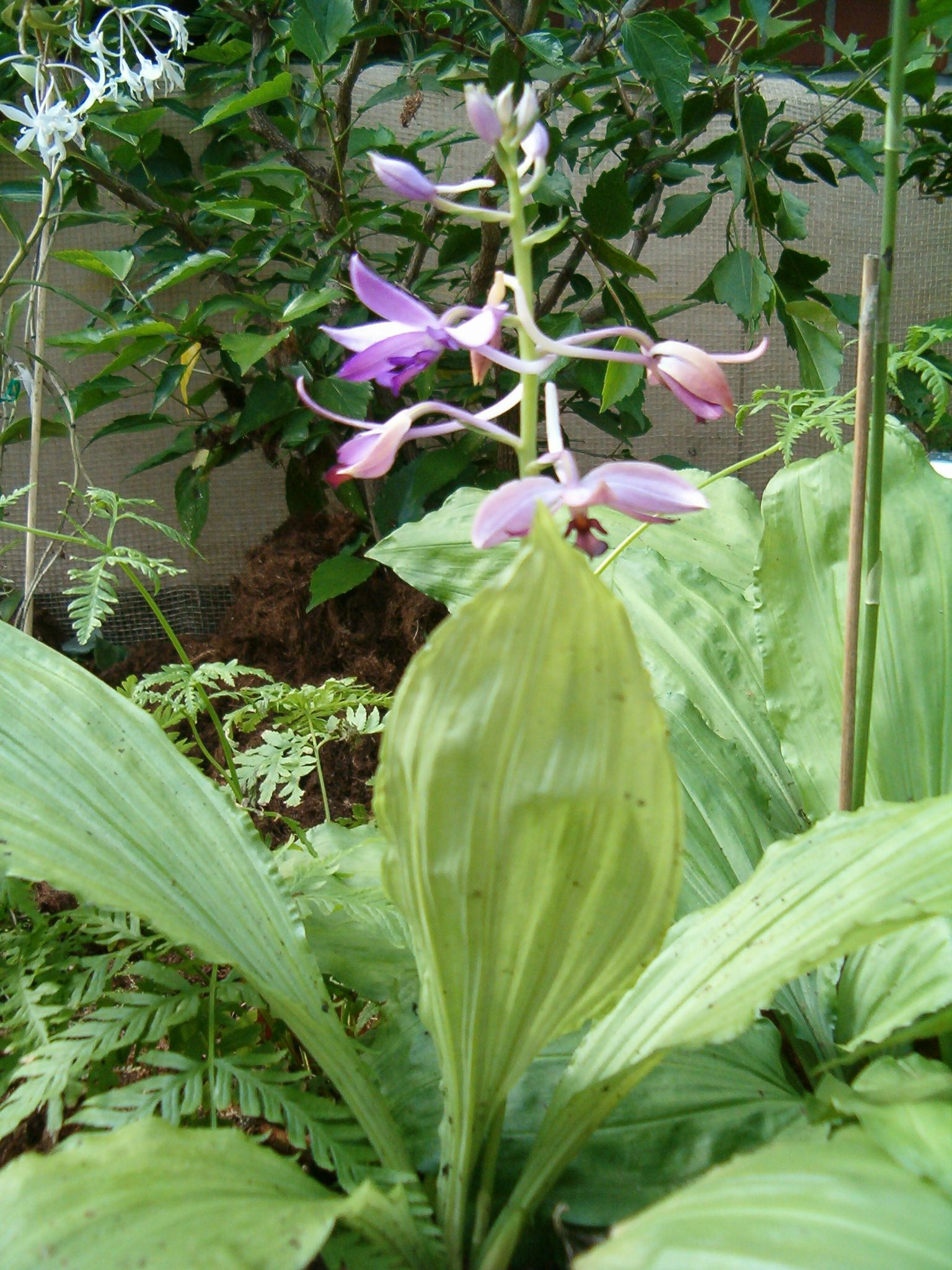